# 614th Tank Destroyer Battalion
Het 614th Tank Destroyer Battalion was een tankjagerbataljon van het Amerikaanse leger dat actief was tijdens de Tweede Wereldoorlog. De eenheid werd geactiveerd in 1942 en bleef in Amerika tot 1944. In oktober 1944 arriveerde de eenheid in Frankrijk, van waar via Metz naar het front gingen. Eind november kwam de eenheid voor het eerst in actie. In december werd het bataljon toegevoegd aan het 103e infanterie divisie van het Amerikaanse leger. Het bataljon zou bij deze divisie blijven tot het einde van de Tweede Wereldoorlog. Het 3e peloton, C compagnie, van het 614th Tank Destroyer Battalion was de eerste Afro-Amerikaanse eenheid die een Distinguished Unit Citation ontving tijdens de Tweede Wereldoorlog.

## Opleiding en schooltroepen
Het bataljon werd geactiveerd in Camp Carson, Colorado, op 25 juli 1942, onder bevel van luitenant-kolonel Blaisdell C. Kennon. Na het voltooien van de basisopleiding daar ging het bataljon naar Camp Hood, Texas. De eenheid begon aan tankdestroyertraining met de M3 GMC, maar werd op 17 juli 1943 gereorganiseerd als een getrokken bataljon. De kanonnen Gun M5 van 3 inch werden nu getrokken door de M3-half-track. Op 18 juli werd de eenheid toegewezen aan de Tank Destroyer Center Training Brigade als schooltroepen. In oktober 1943 werd commandant Kennon overgeplaatst en luitenant-kolonel Frank S. Pritchard nam het commando over. Uiteindelijk werd besloten om het bataljon toch klaar te maken voor overzeese dienst en er volgde nog een periode van intensieve training en het bataljon kreeg in augustus orders om te vertrekken. Op 27 augustus 1944 ging het bataljon aan boord van het Britse schip "Esperance Bay" en kwam op 7 september 1944 aan in Avonmouth, nabij Bristol, Engeland.
Nadat het bataljon in Frankrijk was geland, vertrok het naar het front. In december 1944 werd de eenheid toegevoegd aan het 103e infanteriedivisie van het Amerikaanse leger.

## De slag omClimbach

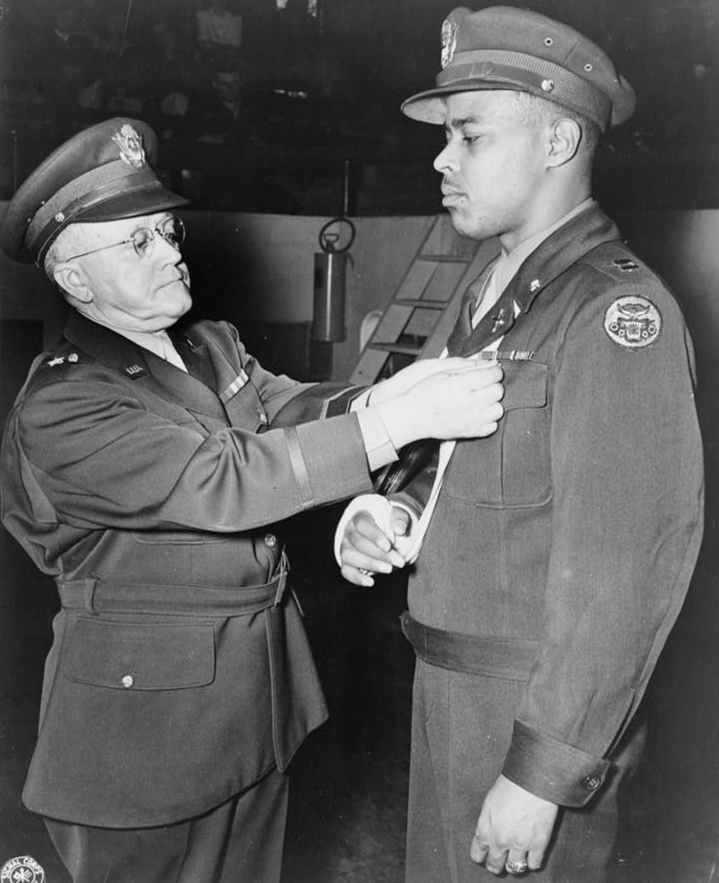
Kapitein Charles Thomas krijgt het Distinguished Service Cross, 1945

Op 14 december 1944 werd een taskforce samengesteld onder leiding van kolonel Blackshear. Dit bestond uit een aangevulde compagnie infanterie van het 411th Infantry Regiment, een peloton tanks van de 14th Armored Division en het 3e peloton, C Compagnie van het 614th Tank Destroyer Battalion. Het doel van deze taskforce was om het dorp Climbach te veroveren.
Nadat luitenant Charles Thomas net over de top van de heuvel was, werd zijn voertuig vernietigd door mijnen en een Duits antitankkanon. Door het gevaar van de mijnen, konden de tanks niet naar voren gaan en werd er besloten om dus de tankjagers met hun getrokken kanonnen te gebruiken. Thomas was ondertussen zwaargewond geraakt, maar bleef bij zijn mannen om de inzet van zijn antitankkanonnen te leiden. De tankjagers bleven in hun ongedekte posities totdat het dorp uiteindelijk kon worden ingenomen door infanteristen in een omtrekkende beweging. Het derde peloton leed zware verliezen, er werden onder andere drie kanonnen vernietigd, terwijl de helft van de manschappen sneuvelde of werd verwond. Enkele kanonbemanningen werden teruggebracht tot slechts een of twee mannen. Het 3e peloton ontving voor hun heldendom tijdens deze slag de Distinguished Unit Citation; het was niet alleen een primeur voor een eenheid verbonden aan de 103rd Division, maar ook de eerste Afro-Amerikaanse eenheid die het citaat ontving. Pelotonleden kregen negen Bronze Stars, vier Silver Stars (twee postuum), en luitenant Thomas, die ernstig gewond was geraakt, kreeg het Distinguished Service Cross. De medaille van Charles Thomas werd later vervangen door de Medal of Honor.

## Terugtrekken tijdensNordwind
Het 614th Tank Destroyer Battalion kreeg een rustige periode, maar dit veranderde na de opening van het Ardennenoffensief. Doordat er geen doorbraak kon worden geforceerd, waren de Duitsers op zoek naar een andere plek om aan te vallen. De geallieerden zagen het risico ook en zij pasten het front aan om hun linies te verkorten. De 103e Divisie moest terugtrekken om omsingeling te voorkomen. De weersomstandigheden, met besneeuwde en met ijs bedekte wegen, bleken ongunstig voor de uitrusting van de 614th met drie 3 inchkanonnen en zes halfrupsvoertuigen die moesten worden verlaten en ter plaatse vernietigd. Het 2e peloton van Company C slaagde erin een 3 inchkanon te redden door het aan een jeep te koppelen. Op 25 januari was het derde peloton van C compagnie gestationeerd in Schillersdorf toen deze plaats door ongeveer 450 Duitse SS-troepen werd aangevallen. Een deel van het peloton wist zichzelf in veiligheid te brengen, terwijl een ander deel werd gevangen genomen. Het bataljon bleef tot februari in de verdediging, hielp bij het afweren van overvallen en infiltrerende patrouilles, en pleegde zelf ook een succesvolle overval op de Duitsers. Vijf leden van de eenheid kregen Bronze Stars voor hun moed.

## Oprukken door Duitsland
Na een periode van rust ging het bataljon, wat nog steeds was toegevoegd aan het 103e infanteriedivisie, weer in de aanval. De vijand trok zich gestaag terug en de geallieerden zaten hen op de hielen. De laatste slachtoffers van het bataljon waren op 2 mei in de buurt van Scharnitz, Oostenrijk, toen zij op weg waren naar Innsbruck. De volgende dag werd een peloton van C compagnie toegevoegd aan een troepenmacht die was gestuurd om de Brennerpas te veroveren, wat ze op 4 mei deden, en een ontmoeting tot stand brachten met de 88e Infanteriedivisie die vanuit Italië oprukte. De geallieerde soldaten in Italië en Frankrijk stonden nu met elkaar in verbinding.

## Na de Tweede Wereldoorlog
Na de Tweede Wereldoorlog werd het bataljon ingezet als onderdeel van de bezettingsmacht. Zij verbleven onder andere in Leutasch en Ober Leutasch, Oostenrijk. Officieren en manschappen konden vrijstellingen of verlof krijgen tot begin juli, toen het bataljon werd bevolen om zich klaar te maken voor een verplaatsing. Op de 10e kregen ze het bevel om naar Marseille, Frankrijk te gaan. In Frankrijk bleek dat het bataljon misschien opgebroken zou worden, maar dit werd voorkomen nadat verschillende generaals ingrepen. De orders werden gewijzigd en het bataljon zou naar de Stille Oceaan gaan om te helpen bij de oorlog daar. Maar de oorlog in de Stille Oceaan eindigde voordat zij konden vertrekken en op 10 september 1945 kreeg het bataljon het bevel terug te keren naar Duitsland. Ze bleven in bezettingsdienst tot begin 1946 toen ze werden bevolen om terug te keren naar de Verenigde Staten. De 614th werd op 31 januari 1946 gedeactiveerd in Camp Kilmer, New Jersey.

## Gerelateerde artikelen
- Lee, Ulysses (1966). The employment of Negro troops. US Army Center for Military History, Washington D.C.. Geraadpleegd op 17 december 2021. Chapter XXI profiles the 614th, as one of three representative battalions, and gives a general history of its combat service along with a detailed discussion of the engagement on 14 December 1944.
- Hanford, William B (2008). A Dangerous Assignment: An Artillery Forward Observer in World War II. Stackpole Books. ISBN 978-0-8117-3485-1.
- Three Inch Fury, An Unofficial History of the 614th Tank Destroyer Battalion.
- National Tank Destroyer Association, Lonnie Gill, Author (1992). Tank Destroyer Forces, WWII. Turner Pub. Co.. ISBN 0-938021-93-1.
- Lankford, Jim, Gamecocks at War: The 614th Tank Destroyer Battalion. On Point-The Online Journal of Army History (2012). Gearchiveerd op 13 augustus 2013. Geraadpleegd op 17 december 2021.

## Verder lezen
- Ta ISBN 978-1-932033-80-9 sk Force Blackshear
- Tankdestroyer.net (webgebaseerde informatiebron voor tankvernietigers)